# Língua mochó
Mochóʼ ou Motozintleco é uma língua maia moribunda falada pelo povo Motozintleco de Chiapas, no México. Faz parte do ramo ocidental das línguas maias. Os falantes do se referem à sua própria língua como  qatô: k  (escrito "Cotoque" em algumas fontes mais antigas), que significa 'nossa língua'. Mochoʼ has a dialect called Tuzantec spoken in Tuzantan, Chiapas.
O Mochóʼ é considerado uma língua moribunda, com menos de 30 falantes atualmente registrados, e nenhum foco em transmiti-la às crianças. A maioria dos falantes é bilíngue em espanhol moderno, o que está efetivamente substituindo a língua Mochó no sul do México.

## Demografias
O Mochó é uma língua moribunda com menos de 30 falantes fluentes em 2011. Todos os falantes têm mais de 70 anos. Em 2009, havia menos de 5 falantes do tuzanteco, uma variedade de línguas intimamente relacionada.
Os dois dialetos do Mochóʼ são falados em duas aldeias diferentes: o dialeto tuzanteca em Tuzantán (uma cidade perto de Huixtla, Chiapas), e o dialeto Motozintlec em Motozintla de Mendoza. Historicamente, os dois grupos descendem de uma única população que viveu na região de Belisario Dominguez cerca de 500 anos atrás. De acordo com a lenda local, a divisão e migração foram causadas por uma praga de morcegos. Oradores também foram relatados nas cidades vizinhas de Tolimán, Buenos Aires e Campana. Palosaari (2011) descreve o dialeto Motozintlec.

## Fonologia
Ao contrário da maioria das línguas maias, o Mochóʼ é uma língua tonal. A tonicidade é regular e na última sílaba.
- As vogais curtas têm tom nivelado ou crescente.
- As vogais longas têm contraste tonal, com tom decrescente encontrado apenas em sílabas tônicas. As vogais longas simples acentuadas têm um tom crescente ou um tom alto nivelado.

No Mochó ', os proto-maias * j [x] e * h [h] fundiram-se em / j / no Motozintleco, enquanto o Tuzanteco preserva esta distinção. O tuzanteco, entretanto, perdeu o comprimento da vogal.
É importante notar que as regras de pronúncia mudam em comparação com o espanhol moderno, à medida que ñ se torna um som "ng" como no canto, e a glotalização torna-se importante para muitas consoantes.

## Ortografia
Todas as informações ortográficas abaixo vieram diretamente do. Incluídos estão os caracteres padrão para cada som alfabético, bem como símbolos de substituição usados em vários textos acadêmicos.

### Consoantes
| Caractere padrão | Também usado         |
| ---------------- | -------------------- |
| b                |                      |
| ch               | č                    |
| chʼ              | čʼ, chh, ʼch         |
| h                | j                    |
| j                | h, x                 |
| k                | c, qu                |
| kʼ               | cʼ, qʼu, quʼ, ʼc     |
| ky               | cy                   |
| l                |                      |
| m                |                      |
| n                |                      |
| ñ                | ŋ, nh, ng            |
| p                |                      |
| q                | k                    |
| qʼ               | kʼ, ʼk               |
| s                |                      |
| t                |                      |
| tʼ               |                      |
| ts               | tz, ¢                |
| tsʼ              | tzʼ, ¢ʼ, ʼtz         |
| w                | u, hu, v, vu         |
| x                | š, sh                |
| y                |                      |
| ʼ                | Sem, só indica pausa |

Vogais
| Caractere padrão | Também usado |
| ---------------- | ------------ |
| a                |              |
| aa               | aꞏ, a꞉       |
| e                |              |
| ee               | eꞏ, e꞉       |
| i                |              |
| ii               | iꞏ, i꞉       |
| o                |              |
| oo               | oꞏ, o꞉       |
| u                | v            |
| uu               | uꞏ, u꞉       |

Ditongos
| Caractere padrão | Também usado |
| ---------------- | ------------ |
| ay               | ai           |
| ey               | ei           |
| oy               | oi           |

## Amostra de texto
Naba kiwalatawet juune' bwelta
Ji'a chrt pero mu chila.
Ja'e xchet mu jani cheet jum.
Yan'an ju'l pero mu ji'a choq
Ti' bowital ni kawitsa ke jani
Espanhol
¡A que no adivinas, niño!
Si vas a cortar leña,
un cochino muy flojo,
te buscará en el camino.
El avispero.[carece de fontes?]
Português
Não adivinhe, garoto!
Se você vai cortar lenha,
um porco muito preguiçoso,
ele vai procurar por você no caminho.
O ninho de vespas.